# 삼성 델브
삼성 델브(Samsung Delve, Samsung R800)은 삼성전자가 2008년에 출시한 휴대 전화이다.가상 퀴티 키보드를 내장하였고, 블루투스 기능, GPS까지 갖추었다. 터치 위즈 인터페이스가 특징이다.